# Estación de Parque Principado
Parque Principado es un apeadero ferroviario situado en el municipio español de Oviedo en el Principado de Asturias. Forma parte de la red de vía estrecha operada por Renfe Operadora a través su división comercial Renfe Cercanías AM. Está integrado dentro del núcleo de Cercanías Asturias. Pertenece a la línea C-6 (antigua F-6) que une Oviedo con Infiesto y a la línea C-5a (antigua F-9) que une Gijón con Oviedo por el El Berrón. Cuenta también con servicios regionales.

## Situación ferroviaria
La estación se encuentra en el punto kilométrico 319,2 de la línea férrea de ancho métrico que une Oviedo con Santander, a 160 metros de altitud.

## La estación
Está ubicada al noreste de la ciudad de Oviedo, entre el polígono industrial del Espíritu Santo y el centro comercial y de ocio Parque Principado para cuyo servicio fue especialmente construida. La presencia de otras infraestructuras, como la autovía de la Ruta de la Plata o las vías de acceso al polígono dificultaron la construcción del recinto. Se optó por realizar dos andenes laterales y unos accesos mediante largar rampas (o ascensores) que permiten llegar a la estación desde arriba.

## Servicios ferroviarios

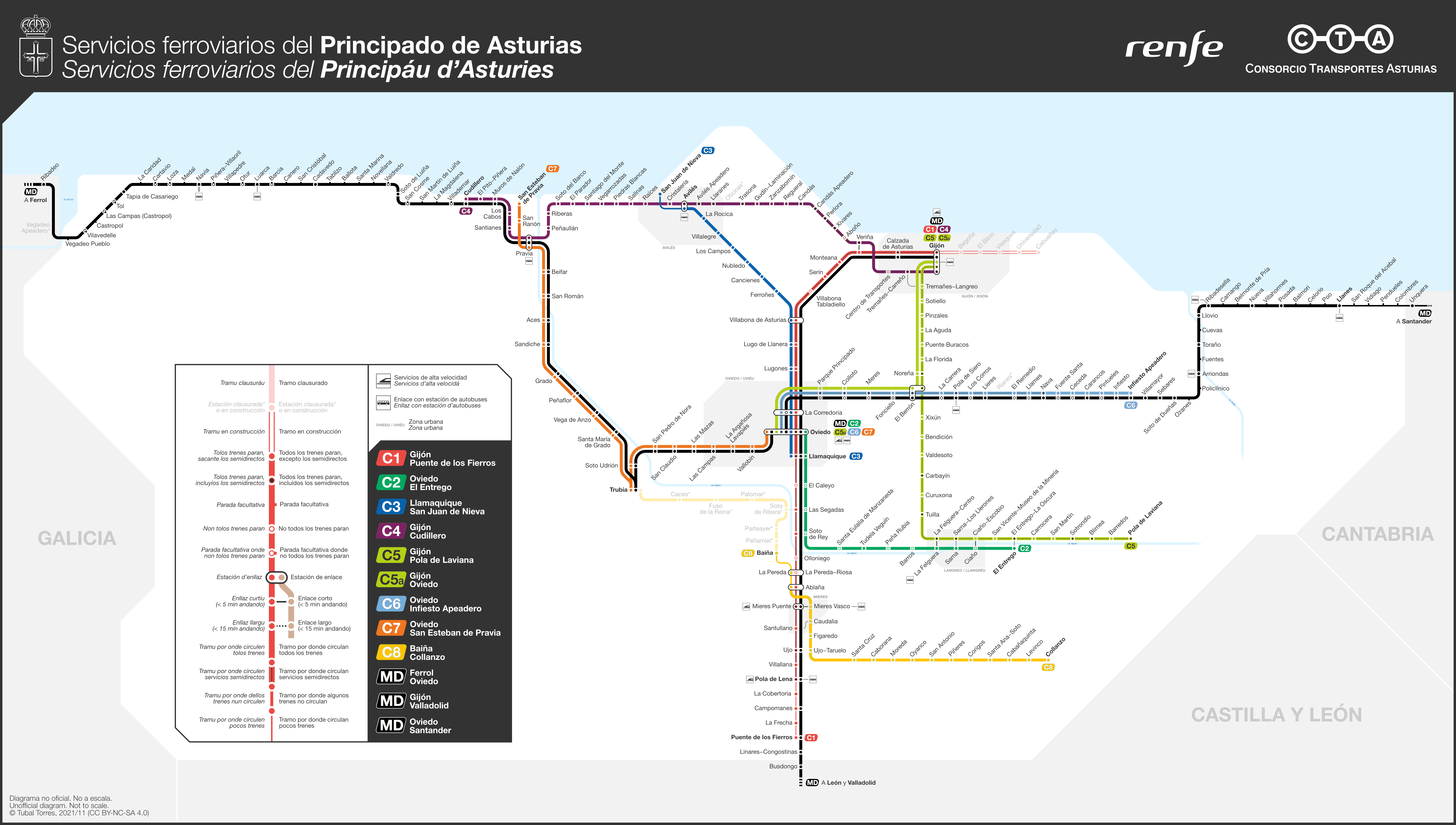
Red de Cercanías de Asturias y servicios regionales (2022)

### Regionales
Los trenes regionales que unen Oviedo y Santander tienen parada en la estación.
| Línea | Origen/Destino | Paradas intermedias | Destino/Origen |
| ----- | -------------- | --- | -------------- |
|       | Oviedo         | La Corredoria · Parque Principado · Colloto · Meres · Fonciello · El Berrón · La Carrera · Pola de Siero · Los Corros · Lieres · El Remedio · Llames · Nava · Fuente Santa · Ceceda · Carancos · Pintueles · Infiesto · Infiesto-Apeadero · Villamayor · Sebares · Soto de Dueñas · Ozanes · Policlínico de Arriondas · Arriondas · Fuentes · Toraño · Cuevas · Llovio · Ribadesella · Camango · Belmonte · Nueva · Villahormes · Posada · Balmori · Celorio · Poo · Llanes · San Roque del Acebal · Vidiago · Pendueles · Colombres · Unquera · Pesúes · San Vicente de la Barquera · El Barcenal · Roiz · Treceño · Cabezón de la Sal · San Pedro de Rudagüera · Puente San Miguel · Torrelavega-Centro | Santander      |

### Cercanías
Forma parte de las líneas C-6 (Oviedo - Infiesto Apeadero) y C-5a (Gijón - El Berrón - Oviedo) de Cercanías Asturias. La primera de ellas tiene una frecuencia de trenes cercana a un tren cada treinta minutos. La cadencia disminuye durante los fines de semana y festivos. La línea C-5a realiza un mínimo de 12 frecuencias diarias en días laborables entre Oviedo y Gijón. La línea se opera únicamente de lunes a sábado.
| procedencia/destino | < estación    | Línea | estación > | destino/procedencia |
| ------------------- | ------------- | ----- | ---------- | ------------------- |
| Gijón               | Colloto       |       | Oviedo     | Oviedo              |
| Oviedo              | La Corredoria |       | Colloto    | Infiesto-Apeadero   |